# Anomalia (série télévisée)
Pour les articles homonymes, voir Anomalia.
Anomalia est une série télévisée fantastique coproduite par Pointprod et la Radio télévision suisse.

## Synopsis
Valérie Rossier (Natacha Régnier), une neurochirurgienne, revient vivre dans son village natal en Gruyère avec son fils Lucas (Iannis Jacoud). Elle reprend un poste de chirurgien dans la clinique Le Rosaire où exerce son mentor à l'université, le professeur Wassermann (Didier Bezace). L'accueil de celui-ci est plutôt froid. Très rapidement Valérie est sujette à des hallucinations ou du moins ce qu'elle croit être des hallucinations, et des événements étranges s’enchaînent autour d'elle. Son fils Lucas sympathise immédiatement avec un patient de la clinique, un jeune garçon appelé Jacques (Donovan Oberson). Celui-ci lui fera petit à petit découvrir les secrets de la clinique. Le décor principal de la série est la région de la Gruyère.

## Fiche technique
- Créée par: Pilar Anguita-Mackay
- Scénario et dialogues : Pilar Anguita-Mackay
- Réalisation : Pierre Monnard
- Producteurs : Jean-Marc Fröhle et Françoise Mayor
- Pays :  Suisse
- Genre : fantastique
- Années de production : 2015, 2016
- Chaines : RTS Un & RTS Deux
- Musique: Emilie Zoé[1]

## Production
La première saison de la série a été tournée durant l'hiver et le printemps 2015 dans la région de la Gruyère en Suisse. Elle est diffusée sur les deux chaînes de la RTS en janvier et février 2016. Les deux premiers épisodes ont fait l'objet d'une présentation lors du festival Tous Ecrans, à Genève, en novembre 2015.
La série est doublée en allemand pour la télévision suisse allemande SRF et le marché allemand.

## Lieux de tournage
Scènes du village à Grandvillard (région de la Gruyère - Suisse), Clinique Le Rosaire extérieur et intérieur dans le centre du Haut-Lac (Sciernes d'Albeuve - Haut-Intyamon - Canton de Fribourg - Suisse), Charmey (Canton de Fribourg - Suisse), Maison de Valérie : Chartreuse de la Part Dieu (Canton de Fribourg - Suisse)

## Distribution
- Natacha Régnier : Valérie Rossier
- Didier Bezace : Professeur Wassermann
- Raphael Roger-Levy : Nicolas, ex-mari de Valérie Rossier
- Isabelle Caillat : Iseult
- Claude-Inga Barbey : Bénédicte
- Jean-Charles Simon : Déglise
- Patrick Lapp : Josef
- Camille Figuereo : Anne
- Baptiste Coustenoble : ami d'enfance de Valérie Rossier
- Iannis Jacoud : Lucas, fils de Valérie Rossier
- Donovan Oberson : Jacques
- Jean-Christophe Nigon : Directeur de la clinique Le Rosaire